# Nucras scalaris
Nucras scalaris là một loài thằn lằn trong họ Lacertidae. Loài này được Laurent mô tả khoa học đầu tiên năm 1964.